# Team Gerolsteiner
Team Gerolsteiner var et tysk cykelhold med ProTour-licens. Holdet var sponseret af mineralvandproducenten Gerolsteiner Brunnen og cykelproducenten Specialized. Gerolsteiner blev stiftet i 1998 af manager Hans-Michael Holczer og sportsdirektørene Rolf Gölz og Christian Henn. Kontrakten med Georg Totschnig i 2001 sikrede holdet en plads i 1. division. Holdet deltog i Tour de France for første gang i 2003. I Tour de France 2008, blev to af deres ryttere (Stefan Schumacher og Bernhard Kohl) testet positive for doping, hvilket gjorde det umuligt at finde en ny sponsor. Derfor blev holdet opløst efter 2008-sæsonen.

## 2008

### Rytterne
|                     | Rytter              | Fødselsdag                 |
| ------------------- | ------------------- | -------------------------- |
| Francesco De Bonis  | Francesco De Bonis  | 14. april 1982 (42 år)     |
| Robert Förster      | Robert Förster      | 27. januar 1978 (47 år)    |
| Markus Fothen       | Markus Fothen       | 9. september 1981 (43 år)  |
| Thomas Fothen       | Thomas Fothen       | 6. april 1983 (41 år)      |
| Mathias Frank       | Mathias Frank       | 9. december 1986 (38 år)   |
| Johannes Fröhlinger | Johannes Fröhlinger | 9. juni 1985 (39 år)       |
| Oscar Gatto         | Oscar Gatto         | 1. januar 1985 (40 år)     |
| Heinrich Haussler   | Heinrich Haussler   | 25. februar 1984 (41 år)   |
| Tim Klinger         | Tim Klinger         | 22. september 1984 (40 år) |
| Sven Krauss         | Sven Krauss         | 6. januar 1983 (42 år)     |
| Sebastian Lang      | Sebastian Lang      | 15. september 1979 (45 år) |
| Andrea Moletta      | Andrea Moletta      | 23. februar 1979 (46 år)   |

|                 | Rytter          | Fødselsdag                |
| --------------- | --------------- | ------------------------- |
| Volker Ordowski | Volker Ordowski | 9. november 1973 (51 år)  |
| Davide Rebellin | Davide Rebellin | 9. august 1971 (53 år)    |
| Matthias Russ   | Matthias Russ   | 14. november 1983 (41 år) |
| Ronny Scholz    | Ronny Scholz    | 24. april 1978 (46 år)    |
| Stephan Schreck | Stephan Schreck | 15. juli 1978 (46 år)     |
| Tom Stamsnijder | Tom Stamsnijder | 15. maj 1985 (39 år)      |
| Fabian Wegmann  | Fabian Wegmann  | 20. juni 1980 (44 år)     |
| Carlo Westphal  | Carlo Westphal  | 25. november 1985 (39 år) |
| Peter Wrolich   | Peter Wrolich   | 30. maj 1974 (50 år)      |
| Oliver Zaugg    | Oliver Zaugg    | 9. maj 1981 (43 år)       |
| Markus Zberg    | Markus Zberg    | 27. juni 1974 (50 år)     |

## Sejre 2007
| Dato      | Løb                | Sted    | Vundet | Rytter            |
| --------- | ------------------ | ------- | ------ | ----------------- |
| 22. april | Amstel Gold Race   | Holland | –      | Stefan Schumacher |
| 25. april | La Flèche Wallonne | Belgien | –      | Davide Rebellin   |

## Udstyr
- Beklædning: Nalini
- Cykler: Specialized
- Gear: Shimano
- Hjul: Shimano

## Eksterne links
- Officiel hjemmeside Arkiveret 6. februar 2006 hos  Wayback Machine